# Puy (società)

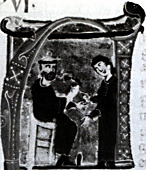
Il Monaco di Montaudon riceve il premio per la sua poesia dal Puy Sainta Maria: uno sparviero bianco appollaiato sul suo braccio.

Un puy o pui era una società, spesso organizzata come una gilda o confraternita, talvolta di impronta religiosa (cattolica), onde patrocinare eventi musicali e poetici, in genere attraverso lo svolgimento di concorsi. Il termine puy deriva dal latino podium, che significa "punto d'appoggio", riferendosi probabilmente a una piattaforma rialzata in cui si svolgevano gli agoni o dove i giudici ascoltavano le composizioni proposte dai vari artisti. I puys vennero istituiti in molte città della Francia centrale e settentrionale, nei Paesi Bassi e anche in Inghilterra durante l'alto medioevo e il rinascimento, di solito incoraggiando la composizione in antico francese, ma anche in latino e occitano.
Il tipico puy veniva dedicato alla Vergine Maria. L'associazione dei membri era regolata da statuti per cui coloro che vi entravano dovevano giurare. Questi disciplinavano l'elezione di cariche esecutive all'interno del puy e i benefici inerenti ai membri, i quali potevano essere chierici o laici, uomini o donne, nobili o borghesi, cittadini o rurali. Le prime società furono istituite per le celebrazioni para-liturgiche dei giorni vestivi mariani, con il coinvolgimento di competizioni poetiche, tanto che alla fine gli agoni divennero il centro dei festival. Presto le esecuzioni musicali e canore vengono ad essere esaltate, ma nel corso dei secoli la qualità della poesia viene a dominare gli interessi dei membri e i puys di Normandia, specialmente popolari dal XV secolo in poi, vengono ridefiniti nel XVII secolo come accademie letterarie. In questa forma sopravviveranno fino alla rivoluzione francese.
Una società poetica conosciuta, in modo generico, come il Puy Sainta Maria (Puy-Sainte-Marie), sembra avere patrocinato agoni a Le Puy-en-Velay (Podium Aniciense) in lingua occitana sotto il patrocinio di Alfonso II d'Aragona (1162–96). Tra i trovatori rinomati per avere gareggiato vi sono il Monaco di Montaudon, il quale ricevette come premio per una sua composizione uno sparviero. Nella sua vida leggiamo che lui aveva mantenuto la "sovranità" della "corte di Puy" (cour du Puy) fino alla sua dissoluzione.
Il culmine dei puys francesi venne raggiunto nel basso medioevo. Il puy sarebbe stato un invito aperto alle competizioni in diverse categorie, con tema, forma e ritornello convenuti per ciascuna categoria. Tra le forme più comuni vi erano le formes fixes, il chant royal, il jeu parti, il serventois e la ballade. La musica era di solito strofica monofonica, ma il puy a Évreux, fondato nel 1570, aveva accettato due proposte di polifonia durchkomponiert da Orlando di Lasso. I problemi di aggiudicazione negli agoni dava un calcio alla produzione di diversi trattati sulla versificazione del XV e XVI secolo. Come nei giochi floreali celebrati nella Francia meridionale e in Spagna, i premi consegnati dal puys potevano essere fiori, come gigli o rose o talvolta palme. Questi premi floreali potevano essere "rimborsabili" con moneta. Oltre a questi, il puys talvolta concedeva anelli con sigillo (incisi con immagini o poesia). I puys potevano attrarre professionisti e uomini di fama, come Jean Froissart, che gareggiò e vinse a Abbeville, Lilla, Tournai e Valenciennes. Queste competizioni attiravano anche i dilettanti locali.

## Puysconosciuti
- Confrérie de Notre-Dame du Puy d'Abbeville
- Confrérie de Notre-Dame du Puy d'Amiens
- Puy d'Arras
- Puy de Beauvais
- Puy de la Conception de Caen
- Puy de Dieppe
- Confrérie de Notre-Dame du Puy de Douai
- Puy de Sainte-Cécile d'Évreux
- Puy de Lille
- Puy of London
- Puy de Paris
- Puy de Rouen
- Puy de Tournai
- Confrérie de Notre-Dame du Puy de Valenciennes